# Чопич, Бранко
Бранко Чопич (серб. Бранко Ћопић; 1 января 1915, Хашани, Боснийская Краина, Австро-Венгрия — 26 марта 1984, Белград, Сербия) — сербский югославский писатель и поэт. Член Сербской академии наук и искусств (1968) и Академии наук и искусств Боснии и Герцеговины (1973).

## Биография

### Детство
Родился в начале Первой мировой войны 1 января 1915 года на территории Австро-Венгрии, в боснийском селе Хашани, расположенном у подножья горы Грмеч. Как вспоминает сам писатель, его отец, Вид Чопич, воевал в составе австро-венгерской армии, а дядя Ниджо в составе сербских добровольцев воевал против Австро-Венгрии. Встретиться все вместе они смогли только после окончания войны.
Когда Бранко исполнилось 4 года, его отец умер от «испанки», и мальчик вместе с младшим братом Райко и сестрой Смилькой жили вместе с матерью Софией (в девичестве — Новакович), дядей Ниджо и дедом Радой. В долгие зимние вечера Ниджо рассказывал народные сказки и песни, заронив в сердце Бранко интерес к творчеству. Вместе с дедом Бранко ходил пасти овец. В 6 лет ему уже доверяли заботиться о ягнятах.
Читать Бранко, по его воспоминаниям, начал ещё до того, как поступил в школу, найдя в сундуке книгу народных песен. Потом, когда он учился в третьем классе, с трудом выпросив у дяди два динара, у учительницы купил книгу «Мигель Сервантес», где описывалась жизнь писателя и давались выдержки из романа «Дон Кихот».
После окончания начальной школы в родном селе, учился в гимназии в расположенном неподалёку городе Бихаче.

### Отрочество и юность
После окончания гимназии, отправился учиться в Учительскую школу в Баня-Луке, из которой его отчислили на четвёртом курсе за чтение запрещённой литературы. Для продолжения образования Бранко переезжает в Сараево, однако и там он был впоследствии отчислен. Дальше он едет в Карловац, где заканчивает местную Учительскую школу. После этого поступает на Философский факультет Белградского университета.
В студенческие годы начинает печататься. Первая публикация вышла в 1928 году в молодёжном журнале «Венац». С 1929 года начал активно публиковаться в «Политика», редактором которой был Жика Миличевич. Опубликовал в ней 126 материалов, преимущественно в детском приложении к газете «Политика для детей» (серб. Politika za decu). Его тексты встретили положительные отзывы среди критиков, и он был удостоен в 1939 году премии имени Милана Ракича.
В 1940 году окончил университет.

### Народно-освободительная армия Югославии

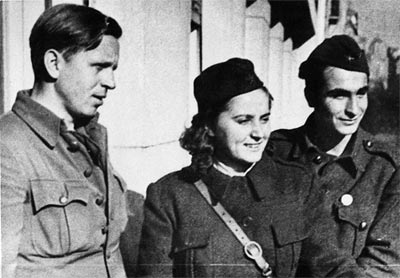
Бранко Чопич, Мира Алечкович и Блаже Конески у партизан (около 1944 года)

Югославская операция во время Второй мировой войны застала Бранко Чопича в студенческом батальоне армии Королевства Югославии в Мариборе. Вместе с друзьями в эти дни он пытался дать отпор неприятелю возле Мрконич-Града. Потом армия была распущена, и Чопич вернулся в родные края, где сразу же перешёл к партизанам народно-освободительного движения, с которыми оставался до конца войны, работая вместе с другом Скендером Куленовичем военными корреспондентами. Вынесенный с войны опыт стал важной основой для многих произведений Чопича.

### Послевоенный период
Всю жизнь после окончания войны Бранко Чопич прожил в Белграде, хотя и много путешествовал по Югославии и Европе.
Начал работать главным редактором детской газеты «Пионир», потом профессионально стал уделять время писательству. Его произведения были неоднократно экранизированы.
В 1950 году Чопич опубликовал сатирическую «Еретическую притчу», которую в своём выступлении резко раскритиковал лично Иосип Броз Тито. В дальнейшем его сатирические произведения не раз приводили к нападкам на писателя.
28 июня 1951 года женился на Богданке Цице Илич, которая работала педиатром.
В 1958 году за роман «Не грусти, бронзовый страж» Чопич был удостоен престижной премии журнала НИН.
С 16 декабря 1965 года — член-корреспондент отделения литературы и языка Сербской академии наук и искусств, с 7 марта 1968 года — академик.

### Последние годы
В последние годы Бранко Чопич чувствовал себя одиноким. Он был подвергнут социальной изоляции — не было книжных или журналистских публикаций. Незадолго до смерти он боялся, что вовсе окажется без средств к существованию. Так же Чопич замечал за собой постоянный надзор органов безопасности. Кроме того ухудшилось здоровье. Всё вместе привело к затяжной депрессии.

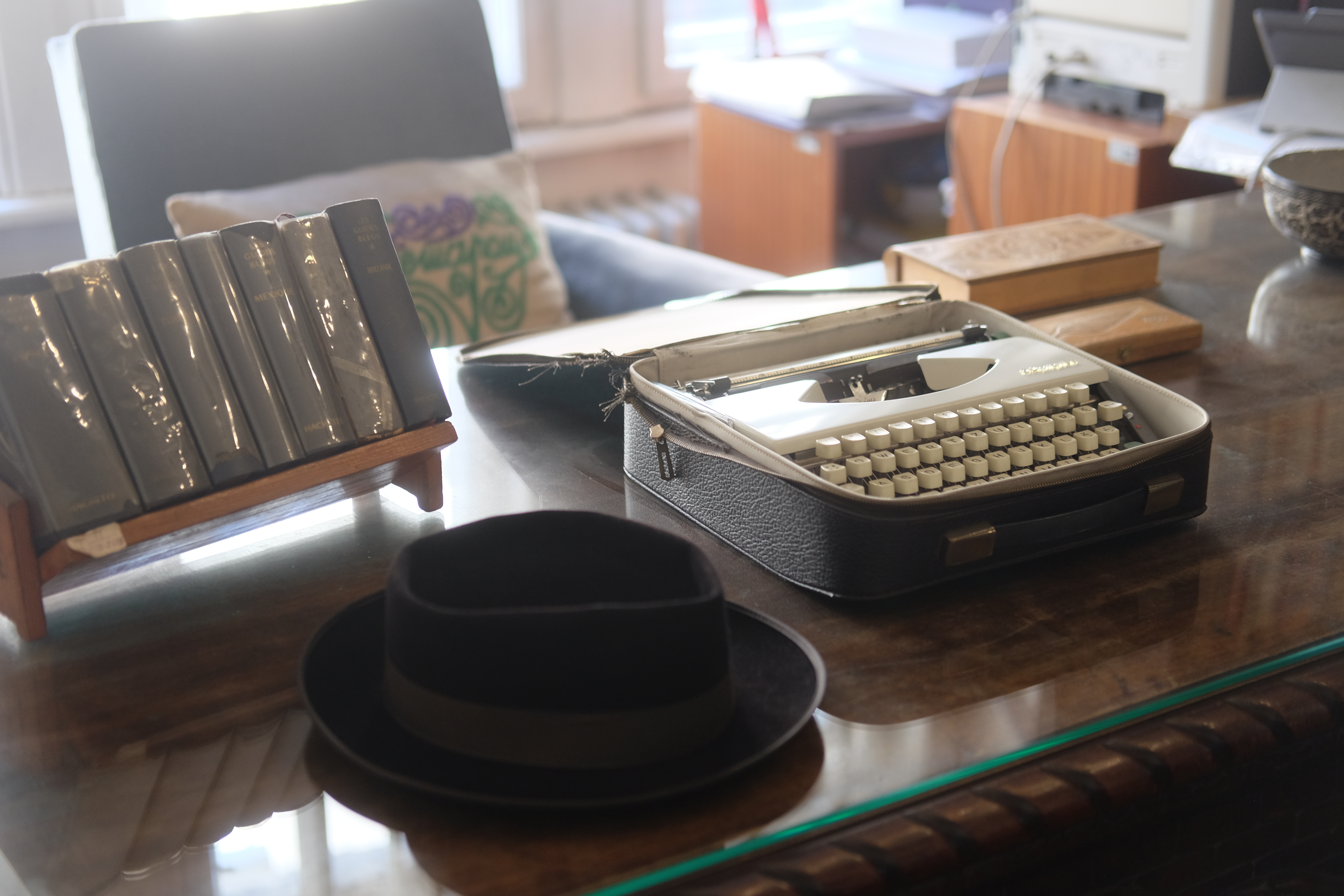
Стол и личные вещи Бранко Чопича, часть мемориальной библиотеки писателя, хранящейся в Сербской академии наук и искусств.

### Смерть
Под влиянием этого настроения ночью 26 марта 1984 года он бросился с ведущего через Саву Моста братства и единства, известного на тот момент в народе как Бранков мост — по улице Бранко. После самоубийства Бранко Чопича это название приобрело дополнительное, печальное значение.
В понедельник, 26 марта 1984 года, Чопич позвонил своему старому близкому другу Момчило Сречковичу, и попросил приехать в Белград из Обреноваца. Сначала Сречкович встретился с женой Чопича, которая сказала ему, что Бранко ранее в тот же день посетил своего врача и что муж в депрессии. Сречкович нашел его около 16:00, сидящим на скамейке в Парке Пионеров. Они пошли на площадь Теразие, где выпили коктейли в летнем саду отеля «Москва», и Чопич «открыл душу». Он сказал, что в течение нескольких лет у него были проблемы с письмом, назвав «Цветной сад мальвы», «Приключения Николетины Бурсач» и «Восьмое наступление» своими любимыми, и сентиментально относился к своему детству. По словам Сречковича, Чопич «много говорил, больше, чем я мог запомнить».
Они продолжили свой путь к площади Зелени венац и Мосту Братства и Единства через Саву. Чопич вспомнил свой приезд в Белград, когда он спал под мостом (в то время он назывался мост короля Александра, разрушенный во время войны), проговорив: «Этот мост — моя судьба». Он показал скамейку под мостом, на которой спал в 1936 году. Очки Чопича упали на тротуар вниз. Сречкович спустился по лестнице, чтобы поднять их, но когда поднялся обратно, Чопич уже перешёл реку на другую, Новобелградскую сторону. Сречкович поспешил догнать его, но когда приблизился, Чопич бросился через металлическую ограду и упал на тротуар на левом берегу Савы.

Первоначально полиция задержала Сречковича в качестве свидетеля, но также подозревала его в том, что он столкнул Чопича с моста. Он был оправдан после того, как вдова Чопича Богданка передала полиции предсмертную записку мужа, которую тот оставил в квартире. Он закончил письмо словами «Прощай, красивая и страшная жизнь».

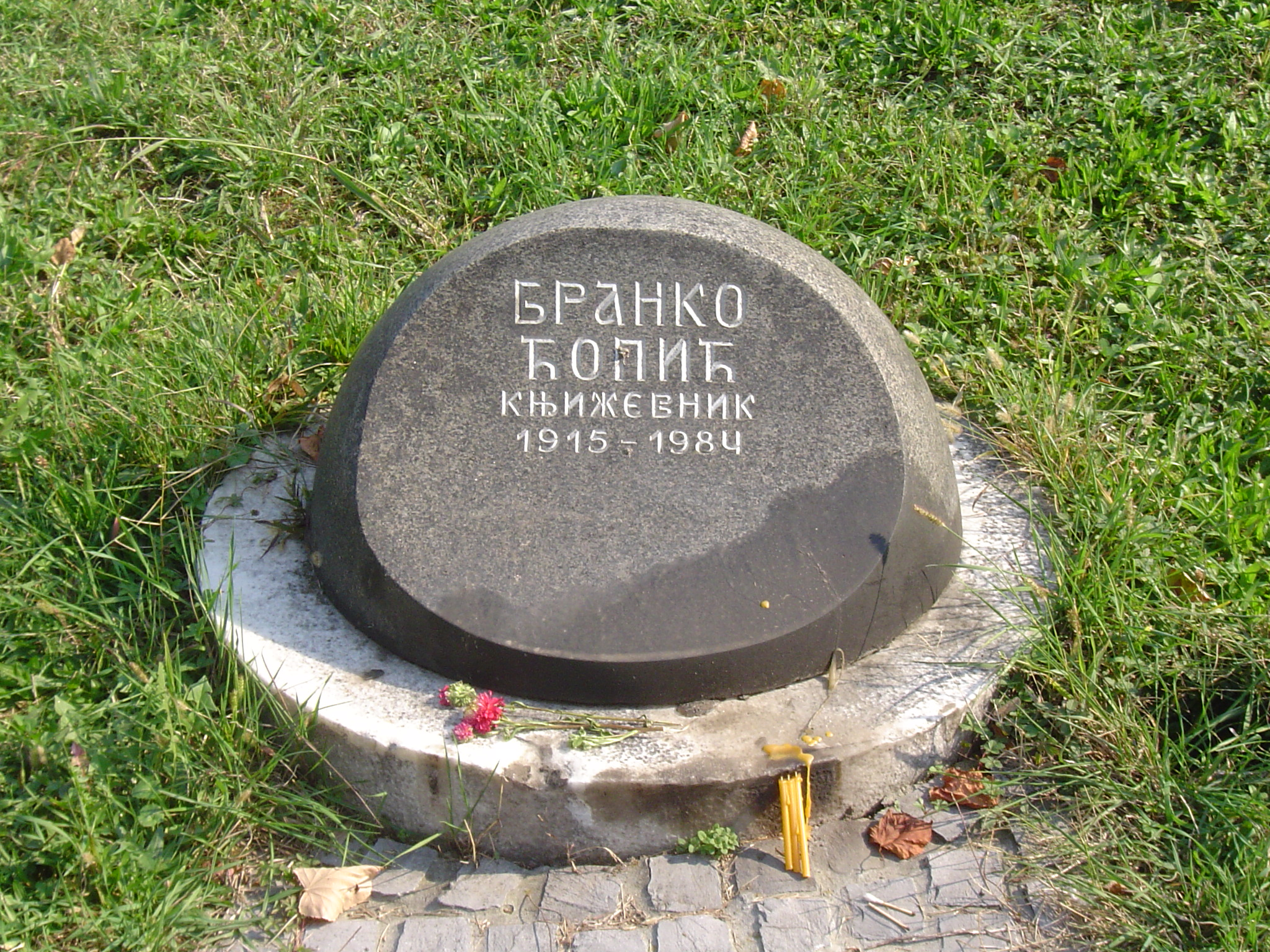
Могила Бранко Чопича на Аллее почёта на Новом кладбище в Белграде

Мост, в целом, имеет печальную известность, как мост самоубийц, так как около 40 человек каждый год пытаются покончить жизнь самоубийством, прыгая с него. Поскольку мост является продолжением улицы Бранкова, названной в честь Бранко Радичевича, сербского поэта-романтика, он был назван в честь улицы. Однако с тех пор возник городской миф о том, что мост был назван в честь прыжка Чопича. В 2020-х была запущена петиция переименовать Бранков мост в Бранков мост, однако, имея в виду имя Чопича.
Чопич несколько раз повторял своему близкому другу и биографу Энесу Ченгичу, что покончит с собой. Среди причин он называл неспособность вспомнить или узнать людей и вещи вокруг него, в чем он винил свой прогрессирующий склероз, из-за которого он не мог продолжать писать.
Бранко Чопич похоронен на Аллее почёта на Новом кладбище в Белграде.

## Награды
- Орден Братства и единства I степени.
- Орден «За заслуги перед народом» I степени.
- Орден Югославского флага с лентой.
- Медаль Партизанская память 1941 года.
- 1939 год — премия имени Милана Ракича.
- 1947 и 1948 год — Премия Комитета по науке и культуре.
- 1949 год — премия Правительства СФРЮ.
- 1956 год — Октябрьская премия города Белграда.
- 1958 год — Премия журнала НИН за роман «Не грусти, бронзовый страж».
- 1965 год — Премия журнала «Младо поколене».
- 1969 год — Премия 7 июля СР Сербии.
- 1970 год — Премия Антифашистского вече народного освобождения Югославии.
- 1972 год — Премия имени Петра II Петровича Негоша.
- 1978 год — Премия имени Скендера Куленовича.[11]

## Память

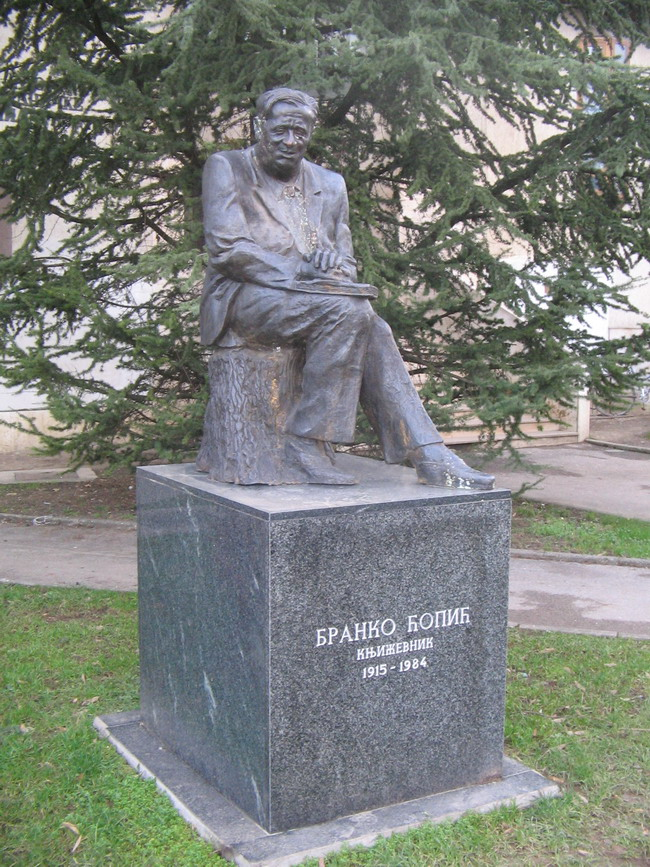
Памятник Бранко Чопичу в Баня-Луке

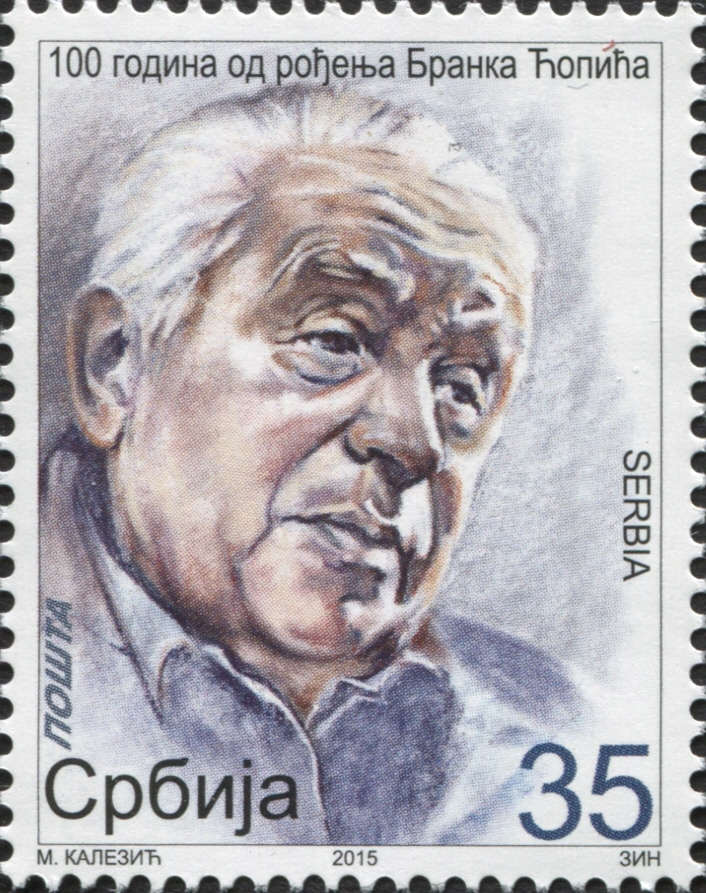
100 лет со дня рождения Бранко Чопича, Почта Сербии, 2015

На доме в Белграде (улица Короля Милана, дом 23), где в последние годы своей жизни жил Бранко Чопич, 10 января 2011 года установлена мемориальная доска. Сама квартира площадью 150 м² после смерти Богданки Илич-Чопич, жены писателя, вместе с имуществом отошла Сербской академии наук и искусств, и сейчас Фонд Бранко Чопича борется за создание в ней музея-квартиры писателя.
Ежегодно вручается Премия имени Бранко Чопича за достижения в прозе и поэзии.
Памятники Бранко Чопичу установлены на его родине в Хашани, в Баня-Луке, в Херцег-Нови
В 2015 году Почта Сербии выпустила почтовую марку, посвящëнную к столетию со дня рождения Бранко Чопича.
В январе 2022 года, по инициативе клуба «KROKODIL», напротив Бранкова моста был установлен двумерный памятник писателю, на основе рисунка Душана Петричича. В 2023 году памятник был разрушен вандалами, но вскоре восстановлен в увеличенном виде.  

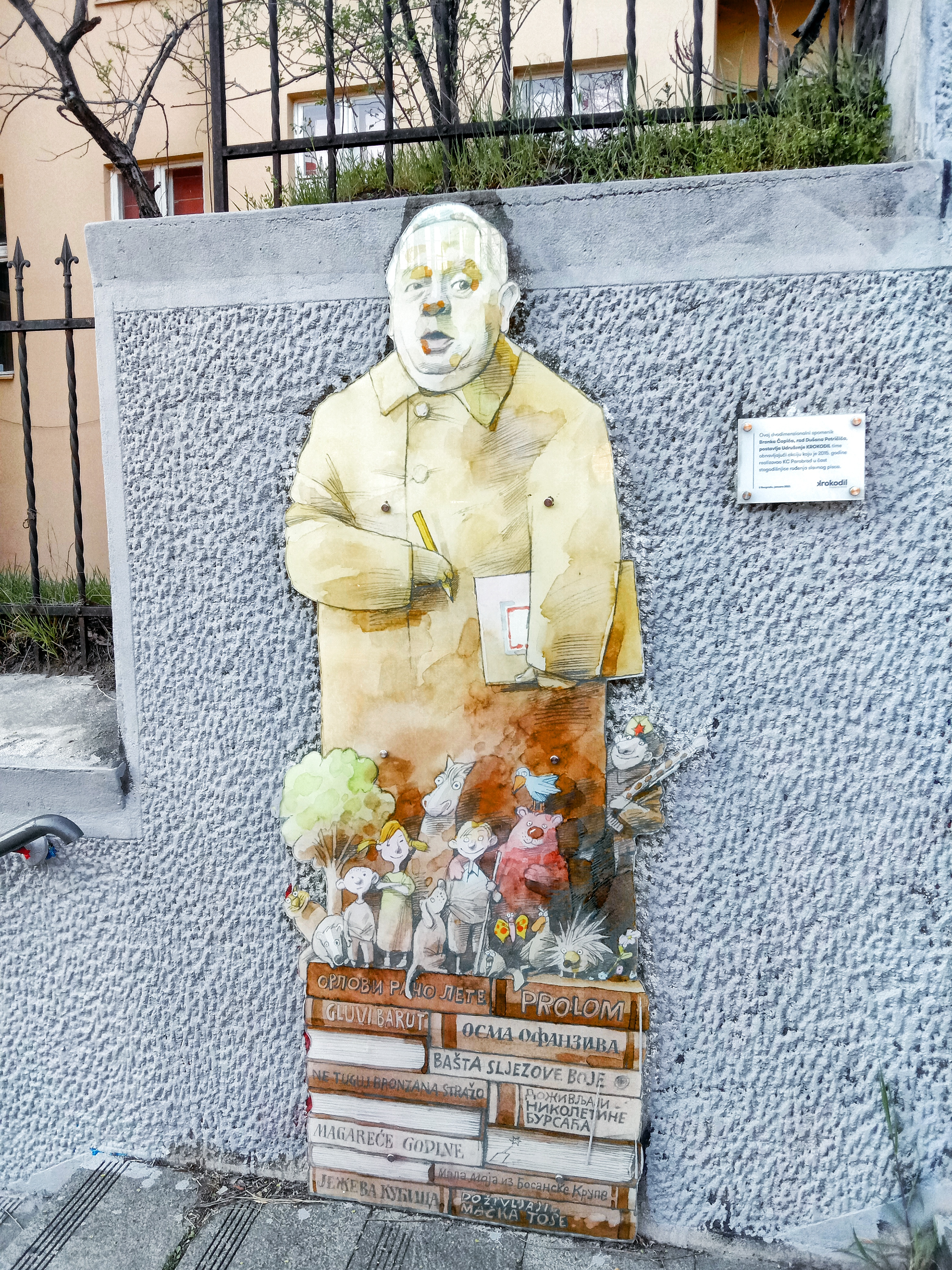
Памятник Бранко Чопичу в Белграде, установлен в январе 2022 года.

### Сборники рассказов
- Под Грмечом (1938)
- Борци и бјегунци (1939)
- Планинци (1940)
- Роса на бајонетима (1946)
- Свети магарац (1946)
- Сурова школа (1948)
- Људи с репом (1949)
- Одабране ратне рассказы (1950)
- Изабране хумористичке приче (1952)
- Љубав и смрт (1953)
- Драги ликови (1953)
- Доживљаји Николетине Бурсаћа (1955)
- Дјечак прати змаја (1956)
- Горки мед (1959)
- Башта сљезове боје (1970)
- Василиса и монах (1975)
- Скити јуре зеца (1977)

### Романы
- Пролом (1952)
- Глуви барут (1957)
- Не тугуј бронзана стражо (1958)
- Осма офанзива (1964)
- Делије на Бихаћу (1975)

### Пьесы
- Огњено рађање домовине (1944)
- Пјесме (1945)
- Ратниково прољеће (1947)

### Комедии
- Доживљаји Вука Бубала
- Одумирање међеда

### Детская литература
- У свијету медвједа и лептирова (1940), рассказы
- Приче партизанке (1944), рассказы
- Пјесме пионирке (1945), поэзия
- Бојна лира пионира (1945), поэзия
- Дружина јунака (1945), рассказы
- Бајка о сестри Ковиљки (1946), проза
- Доживљаји кума Торбе (1946), рассказы
- Вратоломне приче (1947), рассказы
- Армија одбрана твоја (1947), поэзия
- Сунчана република (1948), поэзия
- Рудар и мјесец (1948), поэзия
- «Дом ежа», Јежева кућица (1949), сказка-стихотворение
- Приче испод змајевих крила (1950), рассказы
- Пијетао и мачка (1952), рассказы
- «Приключения кота Тоши», Доживљаји мачка Тоше (1954), сказка
- Распјевани цврчак (1955), поэзия
- Лалај Бао, чаробна шума (1957), поэзия
- Орлови рано лете (1957), роман
- Босоного дјетињство (1957), рассказы
- Партизанске тужне бајке (1958), рассказы
- Вечерње приче, (1958), рассказы в стихах
- Дједа Тришин млин (1960), сборник стихов
- Приче занесеног дјечака (1960), рассказы
- Магареће године (1960), роман
- Рибар и мачак (1960), поэзия
- Славно војевање (1961), роман
- Мјесец и његова бака (1962), поэзия
- Чаробна шума (1962), поэзия
- Битка у Златној долини (1963), роман
- Крава са дрвеном ногом (1963), рассказы
- Приче за најмлађе (1963), рассказы
- Шаров у земљи бајки (1964), рассказы
- Мала моја из Босанске Крупе (1971), поэзия
- «Ноги в поле, голова на воле», Глава у кланцу, ноге на вранцу (1971), повесть
- Лијан води караване (1975), рассказы

## Адаптации
Многие произведения автора были адаптированы для иных медиумов, таких, как театр или кинематограф, среди них можно выделить:
- «Орлы рано летают[серб.]», режиссёр Коя Йованович[серб.] (серб. Соја Јовановић), Югославия, 1966
- «Дом ежа», режиссёр Ева Цвиянович (серб. Eva Cvijanović), мультфильм, Канада, 2017